# Свети Архангели (Елевтерес)
Вижте пояснителната страница за други значения на Свети Архангели.
„Свети Архангели“ (на гръцки: Παμμεγίστων Ταξιαρχών) е възрожденска църква в правищкото село Елевтерес, Егейска Македония, Гърция, част от Елевтеруполската митрополия на Вселенската патриаршия, управлявана от Църквата на Гърция.
Храмът е построен в 1891 година на мястото на по-стар храм при епископ Дионисий Елевтеруполски, споменат в ктиторския надпис. В храма има ценни икони.